# Fabiola Zuluagová
Fabiola Zuluaga, přechylována jako Zuluagová nebo Zuluagaová, provdaná Garcíová (* 7. ledna 1979 Cúcuta) je bývalá kolumbijská tenistka. Hrála od sedmi let, připravovala se v klubu Colsanitas pod vedením trenéra Ricarda Sáncheze. V roce 1993 se stala juniorskou mistryní Jižní Ameriky.
Ve své kariéře vyhrála pět turnajů WTA Tour: domácí Copa Colsanitas 1999, 2002, 2003 a 2004 a Brasil Open 1999. Na Australian Open 2004 postoupila do semifinále ženské dvouhry, což byl historický úspěch kolumbijského tenisu. Jejím nejlepším umístěním na světovém ženském žebříčku bylo 16. místo v roce 2005. Za fedcupový tým Kolumbie odehrála 58 zápasů, z toho 42 vítězných. Také reprezentovala svoji zemi na olympiádách 2000 a 2004, v obou případech vypadla v osmifinále. V září 2005 oznámila ukončení hráčské kariéry.